# Diocèse de Dume

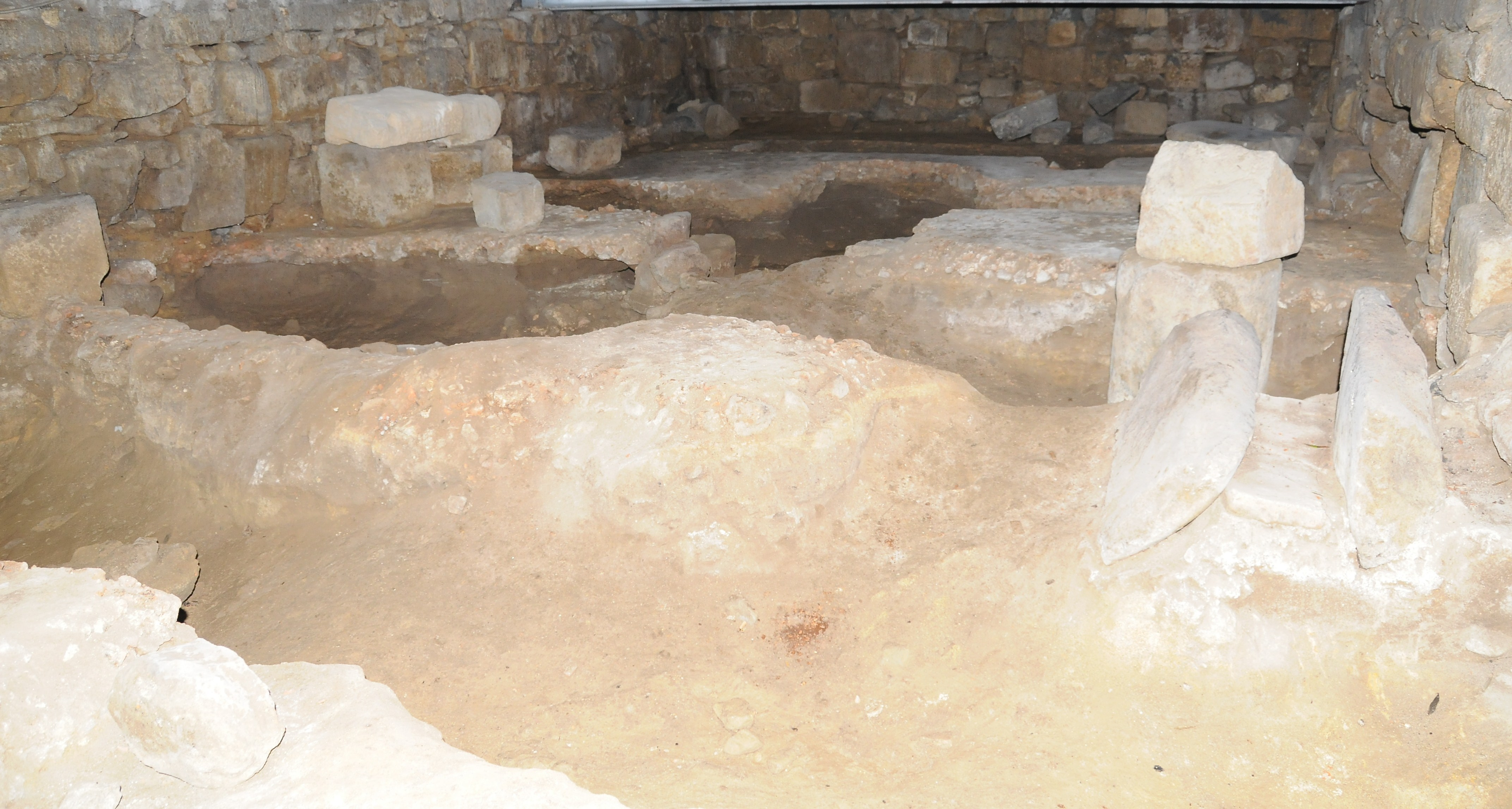
Photo de Martin of Braga Basilica devenu archevêque de Braga

Le diocèse de Dume (ou Dumio) est un diocèse historique du royaume suève puis du royaume de Galice (nord-ouest de la péninsule ibérique), devenu aujourd'hui un siège titulaire.
La paroisse de Dume, freguesia de Braga, est élevée en 558 à la dignité de diocèse grâce à la personnalité et à l'action de Martin de Pannonie, dit Martin de Braga. Martin devient plus tard archevêque de Braga mais conserve l'épiscopat de Dume.
Lors de l'invasion musulmane de la péninsule ibérique, l'évêque titulaire de Dume doit se réfugier en Galice où lui est créé le diocèse de Mondoñedo, dont seront titulaires les évêques de Dume. L'avancée de la Reconquista permet de libérer Dume et son territoire est incorporé à l'archidiocèse de Braga. Le diocèse de Mondoñedo (depuis 1959 diocèse de Mondoñedo-Ferrol) dépend désormais de l'archidiocèse de Saint-Jacques-de-Compostelle.

## Liste des évêques de Dume
1. Martin de Braga (556-579)
2. Jean (?-589)
3. Benjamin (?-610)
4. Germain (?-633)
5. Recimire (646-653)
6. Fructueux de Braga (654-656)
7. Leodigísio (?-675)
8. Liúva (?-681)
9. Vincent (?-688)
10. Félix (693-716)
11. Bela de Bretagne (
12. Sabaric (866-877)
13. Rosendo (867, 881, 907) - premier évêque résident à Mondoñedo.
14. Sabaric (907-925/926)
15. Saint Rosendo (927-951)
16. Téodomire (967, 974)
17. Hermentaire (985, 1012)
18. Soeiro Ier (1015, 1022)
19. Nuno (1025, 1027)
20. Alvito (1042, 1062)
21. Soeiro IIe (1058-1064)
22. Gonçalve (1071-1112)

## Liste des évêques titulaires du Siègein partibus
1. Manuel Ferreira Cabral (1972-1981)
2. Carlos Francisco Martins Pinheiro (depuis 1985)

## Sources
- (pt) Cet article est partiellement ou en totalité issu de l’article de Wikipédia en portugais intitulé « Diocese de Dume » (voir la liste des auteurs).